# 제월당 송규렴 간독첩
제월당 송규렴 간독첩(霽月堂 宋奎濂 簡牘帖)은 대전광역시 유성구에 있는, 제월당 송규렴(1630～1709)과 교유하였던 명현들의 친필 사료이다. 2012년 6월 22일 대전광역시의 유형문화재 제49호로 지정되었다.

## 개요
17세기를 전후하여 우리지역의 대표적 역사인물인 제월당 송규렴(1630～1709)과 교유하였던 당시 명현들의 학문적 교류 등을 살필 수 있는 귀중한 친필 사료이다.

## 참고 문헌
- 제월당 송규렴 간독첩 - 국가유산청 국가유산포털